# Constant de propagació
La constant de propagació d'una ona electromagnètica sinusoïdal és una mesura del canvi experimentat per l'amplitud i la fase de l'ona a mesura que es propaga en una direcció determinada. La magnitud que es mesura pot ser la tensió, el corrent en un circuit o un vector de camp com la intensitat del camp elèctric o la densitat de flux. La pròpia constant de propagació mesura el canvi per unitat de longitud, però d'altra manera és adimensional. En el context de les xarxes de dos ports i les seves cascades, la constant de propagació mesura el canvi experimentat per la quantitat d'origen a mesura que es propaga d'un port a un altre.
El valor de la constant de propagació s'expressa logarítmicament, gairebé universalment a la base e, en lloc de la base 10 més habitual que s'utilitza en telecomunicacions en altres situacions. La quantitat mesurada, com ara la tensió, s'expressa com un fasor sinusoïdal. La fase de la sinusoide varia amb la distància, la qual cosa fa que la constant de propagació sigui un nombre complex, la part imaginària és causada pel canvi de fase.

## Noms alternatius
El terme "constante de propagació" és una mica equivocat, ja que sol variar molt amb ω . Probablement és el terme més utilitzat, però hi ha una gran varietat de noms alternatius utilitzats per diversos autors per a aquesta quantitat. Aquests inclouen el paràmetre de transmissió, la funció de transmissió, el paràmetre de propagació, el coeficient de propagació i la constant de transmissió . Si s'utilitza el plural, suggereix que α i β es fan referència per separat però col·lectivament com en els paràmetres de transmissió, els paràmetres de propagació, etc. En la teoria de la línia de transmissió, α i β es compten entre els "coeficients secundaris", el terme secundari s'utilitza per contrastar amb els coeficients de la línia primària. Els coeficients primaris són les propietats físiques de la línia, és a dir, R, C, L i G, de les quals es poden derivar els coeficients secundaris mitjançant l'equació del telègraf. Tingueu en compte que en el camp de les línies de transmissió, el terme coeficient de transmissió té un significat diferent malgrat la similitud de nom: és l'acompanyant del coeficient de reflexió.

## Definició
La constant de propagació, símbol γ, per a un sistema donat es defineix per la relació entre l'amplitud complexa a la font de l'ona i l'amplitud complexa a una certa distància x, de manera que,
{\displaystyle {\frac {A_{0}}{A_{x}}}=e^{\gamma x}}
Com que la constant de propagació és una magnitud complexa podem escriure:{\displaystyle \gamma =\alpha +i\beta \ }on
- α, the real part, is called the attenuation constant
- β, the imaginary part, is called the phase constant
- more often j is used for electrical circuits.

Que β realment representa la fase es pot veure a partir de la fórmula d'Euler:
{\displaystyle e^{i\theta }=\cos {\theta }+i\sin {\theta }\ }
que és una sinusoide que varia en fase a mesura que θ varia però no varia en amplitud perquè
{\displaystyle \left|e^{i\theta }\right|={\sqrt {\cos ^{2}{\theta }+\sin ^{2}{\theta }\;}}=1}
El motiu de l'ús de la base e també s'aclareix ara. La constant de fase imaginària, i β, es pot afegir directament a la constant d'atenuació, α, per formar un únic nombre complex que es pot manejar en una operació matemàtica sempre que estiguin a la mateixa base. Els angles mesurats en radians requereixen la base e, de manera que l'atenuació és igualment en la base e.